# 마무로촌
마무로촌(馬室村)은 사이타마현 기타아다치군에 있던 촌이다. 현재의 고노스시에 해당한다. 
1954년에 고노스정, 다마미야촌, 미다촌, 가사하라촌과 합병해 고노스정이 되어 소멸했다.

## 역사
- 1889년 7월 1일 - 정촌제 시행에 수반해 기타아다치군 마무로촌이 성립하였다.
- 1953년
  - 7월 1일 - 고노스정, 다마미야촌, 미다촌, 기타사이타마군 가사하라촌과 합병해, 새로운 고노스정이 성립해, 동일 마무로촌은 폐지되었다.
  - 9월 30일 - 고노스정이 기타아다치군 조코촌을 편입과 동시에 시로 승격해, 고노스시가 되었다.

## 참고문헌
- 新編武蔵風土記稿
  - 「瀧馬室村」『新編武蔵風土記稿』 巻ノ151足立郡ノ17、内務省地理局、1884年6月。NDLJP:764000/7。
  - 「原馬室村」『新編武蔵風土記稿』 巻ノ151足立郡ノ17、内務省地理局、1884年6月。NDLJP:764000/8。